# I Can't Quit You Baby

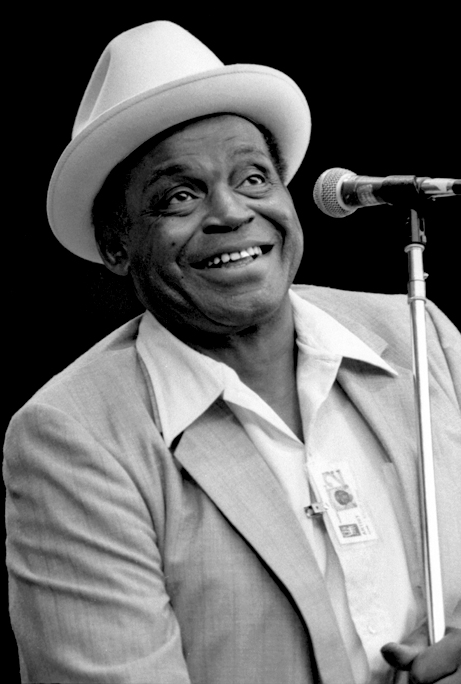
Willie Dixon, autore del brano

I Can't Quit You Baby è una canzone blues scritta da Willie Dixon nel 1956 e registrata per la prima volta da Otis Rush nello stesso anno. È stata riproposta anche in una famosa cover del 1969 dal gruppo rock Led Zeppelin pubblicata nel loro album di debutto omonimo.
La versione di Otis Rush registrata per la Cobra è stata inserita nella Blues Hall of Fame nel 1994.

## Descrizione
Secondo il biografo Mitsutoshi Inaba "il soggetto della canzone sono le conseguenze di un adulterio e l'impossibilità da parte di un uomo di uscire da una relazione":
But I've got to put you down for awhile

You know I can't quit you, baby

But I've got to put you down for awhile

Well, you messed up my happy home, babe

Made me mistreat my only child»
Nella sua autobiografia, Willie Dixon spiegò che I Can't Quit You Baby era stata scritta circa una storia sentimentale che stava preoccupando Rush all'epoca. La versione originale fu incisa da Rush nel luglio 1956 a Chicago. Si trattò della sua prima incisione discografica. Ad accompagnare Rush alla chitarra e voce sono Big Walter Horton all'armonica, Red Holloway al sax tenore, Lafayette Leake al piano, Wayne Bennett alla seconda chitarra, Dixon al basso, e Al Duncan alla batteria.
Pubblicata su singolo negli Stati Uniti, la canzone ebbe successo, raggiungendo la sesta posizione nella classifica Billboard Rhythm & Blues Records nel 1956.
Otis Rush rivisitò I Can't Quit You Baby svariate volte nel corso degli anni. Nel 1966 re-incise il pezzo per la compilation Chicago/The Blues/Today! Vol. 2 dell'etichetta Vanguard.

## Formazione
1956, Boulevard Recording, Chicago
- Otis Rush - voce solista, chitarra
- Big Walter Horton - armonica a bocca
- Red Holloway - sax tenore
- Lafayette Leake - pianoforte
- Wayne Bennett - chitarra
- Willie Dixon - basso
- Al Duncan - batteria

## Versione dei Led Zeppelin
Il gruppo rock inglese Led Zeppelin registrò una versione di I Can't Quit You Baby per il loro album di debutto del 1969 intitolato Led Zeppelin. Secondo il giornalista musicale Cub Koda, la loro reinterpretazione è una "copia nota-per-nota della versione di Otis Rush della Vanguard del 1966", anche se con differenti strumentazioni e dinamiche. Inoltre, la loro reinterpretazione incorpora un break durante l'assolo di chitarra di Jimmy Page.
I Led Zeppelin eseguivano regolarmente in concerto I Can't Quit You Baby dal 1968 agli inizi del 1970. Due versioni dal vivo del 1969 sono state incluse nell'album BBC Sessions del 1997. L'esecuzione della canzone del 9 gennaio 1970 alla Royal Albert Hall è stata inclusa nel DVD Led Zeppelin del 2003 (una versione accorciata della stessa era già uscita nel 1982 sull'album Coda). Nel 1970 I Can't Quit You Baby finì per essere soppiantata da Since I've Been Loving You durante le esibizioni dal vivo. Tuttavia, nel 1972 e 1973 fu ripresa come parte di un medley nella versione estesa di Whole Lotta Love.
In una recensione contemporanea all'album Coda, Kurt Loder della rivista Rolling Stone scrisse che I Can't Quit You Baby, catturava perfettamente la "bluesmania" del periodo, assolo classico di chitarra incluso.

### Formazione
- Robert Plant - voce
- James Patrick Page - chitarra
- John Paul Jones - basso
- John Bonham - batteria